# Johannes Engel (Politiker)

Johannes Engel

Johannes Engel (* 15. Mai 1894 in Ernsthausen; † 18. Juli 1973 in West-Berlin) war ein deutscher Politiker (NSDAP), Reichstagsabgeordneter, Begründer der Nationalsozialistischen Betriebszellenorganisation (NSBO) und SS-Führer.

## Leben
Engel erlernte nach dem Ende seiner Schulzeit das Dreherhandwerk. Danach arbeitete er im landwirtschaftlichen Betrieb seiner Eltern und danach kurzzeitig im Bergbau in Westfalen. Nach der Teilnahme am Ersten Weltkrieg schied er im März 1920 im Rang eines Unteroffiziers aus der Armee aus und nahm seine Berufstätigkeit wieder auf. Von 1925 bis 1928 war er als Dreher bei der Knorr-Bremse AG in Berlin beschäftigt. Von 1928 bis 1930 war er arbeitslos, 1930 bis 1932 war er bei einer Druckerei beschäftigt.
Seine politische Laufbahn begann bei der Deutschsozialen Partei, der er von 1922 bis 1925 angehörte. Zum 20. Dezember 1927 trat er der NSDAP bei (Mitgliedsnummer 72.201). Von 1929 bis 1933 vertrat er die NSDAP in der Berliner Stadtverordnetenversammlung. 1932 erhielt er ein Mandat der NSDAP für den Preußischen Landtags und war vom 12. November 1933 bis zum Ende des NS-Regimes Mitglied im nationalsozialistischen Reichstag.
Im April 1933 wurde er Staatskommissar für das Berliner Verkehrswesen. Hierdurch war er gleichzeitig Aufsichtsratsvorsitzender der BVG. Er gründete mit der Mitgliedsnummer 1 die Nationalsozialistische Betriebszellenorganisation (NSBO) bei den Berliner Verkehrsbetrieben. Engel war an der Zerschlagung der Gewerkschaften beteiligt und unter seiner Führung erfolgte die „Säuberung“ der BVG. Dies begann beim Austausch der Vorstände und mündete in der Entlassung von mindestens 3396 Mitarbeitern der BVG aus politischen Gründen.
Engel war Multifunktionär der NSDAP. Von 1933 bis 1934 war er Treuhänder der Arbeit für das Wirtschaftsgebiet Brandenburg. Ab 1934 leitete er die Fremdenverkehrsorganisation und Reichsverkehrsgruppe Schienenbahnen in Berlin. Zudem war er seit 1938 Reichsamtsleiter der DAF.
In der SS erreichte er Ende Januar 1942 den Rang eines SS-Brigadeführers bei der Allgemeinen SS (SS-Nummer 186.488). Anfang August 1944 trat er in die Waffen-SS ein, wo er den Rang eines Untersturmführers innehatte.
Er wurde 1944 zum stellvertretenden Gauleiter Groß-Berlins ernannt. Am 29. Juli 1944 wurde ihm das Ritterkreuz des Kriegsverdienstkreuzes mit Schwertern verliehen.
Kurz nach Kriegsende wurde Engel am 12. Mai 1945 in Berlin von den sowjetischen Besatzungsbehörden verhaftet und war in den Folgejahren in verschiedenen Gefängnissen (darunter der berüchtigten Moskauer Butyrka) und Arbeitslagern inhaftiert. Im Juni 1950 wurde er routinemäßig zu 25 Jahren Zwangsarbeit verurteilt, aber am 7. Oktober 1955 nach Deutschland repatriiert. Anschließend war Engel in Wannsee gemeldet und war arbeitsunfähig.
Ein "Sühneverfahren" in Westberlin konnte Engel erfolgreich verschleppen, bis er 1967 für verhandlungsunfähig erklärt wurde.